# عبدالرحمان فاروق
عبدالرحمان فاروق (عربی: عبد الرحمن فاروق؛ زادهٔ ۹ ژوئن ۱۹۸۴) ورزشکار فوتبال اهل مصر است.